# ننیوس
ننیوس (انگلیسی: Nennius; ۱ ژانویهٔ ۰۸۰۰ – ۱ ژانویهٔ ۰۹۰۰) راهب، مورخ، و نویسنده بود. یک راهب ولزی قرن نهم بود. او به‌طور سنتی با تألیف تاریخ بریتونوم، بر اساس مقدمه الصاق شده به آن اثر، نسبت داده می‌شود. این انتساب به‌طور گسترده‌ای یک سنت ثانویه (قرن دهم) در نظر گرفته می‌شود.